# QuarkXPress
QuarkXPress es un programa de autoedición para ordenadores macOS y Windows, producido por Quark Inc. Ésta puede ser considerada como una de las primeras empresas decanas de autoedición (junto con Aldus, Xerox, Adobe Systems y Apple Computer). La primera versión de QuarkXPress apareció en 1987.
Una de las primeras tecnologías que hicieron despuntar al programa fue el uso de XTensiones que permiten a desarrolladores externos implantar su propio software mediante el uso de extensiones creadas por ellos mismos.
Además de QuarkXPress, Quark Inc. comercializa otro producto llamado «QuarkXPress Passport», que es básicamente el mismo QuarkXPress con la capacidad de usar múltiples lenguajes en su interfaz, separación de palabras, etc.

## Información de la compañía
Quark, Inc. fue fundada en 1981 en Denver por Tim Gill y Mark Pope. Comenzó su andadura creando software de procesamiento de textos para el Apple II y el Apple III.
Fred Ebrahimi, quien se unió a Quark en 1986, consiguió implantar una política expansiva comercial, que lanzó con gran éxito a la empresa al mercado internacional.
Tanto Gill, Ebrahimi y Pope se han retirado actualmente de la compañía. Fred Ebrahimi sigue ocupando el puesto de Director a título meramente oficial.

## Historia
La primera versión de QuarkXPress sólo para Mac se lanzó en 1987. La versión para Windows apareció en 1992. Durante la década de 1990, QuarkXPress se convirtió rápidamente en la herramienta de trabajo preferida por los profesionales de la autoedición y los impresores. En particular, la versión 3.3 (1996) fue un hito, que representaba una versión estable, que usaba las fuentes de Apple TrueType y que se convirtió en un estándar de la industria durante largo tiempo.
Con más del 90% del mercado durante los años 90, Quark fue acusada de monopolista y de cobrar precios excesivos por su software. Adobe decidió crear su propia aplicación de autoedición, InDesign, en 1999. La salida de QuarkXPress versión 5 en 2002 le enfrentó con Apple, ya que no era compatible con macOS, mientras que InDesign 2.0, que salió en esa misma semana, sí lo era.
La empresa Quark incursionó en el mercado del software de multimedia con la aplicación QuarkInMedia, sin demasiado éxito, y retornó a la especificidad que le brindó siempre su producto estrella: QuarkXPress.
Quark parece haber reconsiderado su política de precios desde 2004 y también proporciona más actualizaciones para QuarkXPress.

## Características
QuarkXPress es un programa de diseño con interfaz gráfica WYSIWYG. Texto y gráficos son tratados como elementos distintos (cajas de texto y cajas de gráficos). Ambos tipos de caja son transformables en una multitud de maneras.
QuarkXPress tiene dos modos de operación: contenido (los comandos se aplican dentro de la caja) y objeto (posición de la caja y características). Cada modo tiene sus propios menús, fácilmente accesibles mediante abreviaturas de teclado. El software permite posicionar los elementos en la página con una aproximación de una milésima de pulgada.
Quark integra tablas de colores Pantone y Hexachrome, además de otros espacios colorímetros. En la tarea de separación de color CMYK Quark destaca por la facilidad y rapidez para crear fotolitos.
QuarkXPress también ofrece sincronización de capas, múltiples niveles de deshacer, XML, HTML y capacidad de generar PDFs.
La versión actual, QuarkXPress 7, añade compatibilidad con OpenType, Unicode, JDF y PDF/X-export. QuarkXPress 7 está disponible para macOS 10.4 y Windows XP.

### Versión para servidor
En 2003 Quark lanzó una versión para servidor, llamada QuarkDDS. Con esta aplicación conseguían añadir funcionalidad de edición de páginas a través de un navegador web.
En 2006 Quark renombró QuarkDDS como «QuarkXPress Server».

## Historia de las versiones
- QuarkXPress 1 (1987) — Primera versión sólo para Mac OS
- QuarkXPress 2 (1989) — Primeras versiones en idiomas diferentes del inglés
- QuarkXPress 3 (1990) — Primera versión con paleta de medidas y librerías
- QuarkXPress 3.1 (1992) — Primera versión para Windows
- QuarkXPress 3.2 (1993) — Primera versión con soporte Applescript y administración de color
- QuarkXPress 3.3 (1996) — Primera versión PPC. Primera versión Passport (opcional)
- QuarkXPress 3.32 (1996) — Compatibilidad con Quark Immedia
- QuarkXPress 4 (1997) — Primera versión con curvas bezier
- QuarkXPress 4.1 (1999) — Compatibilidad con PDF y XML
- QuarkXPress 5 (2002) — Tablas y exportación a HTML
- QuarkXPress Server (QuarkDDS)
- QuarkXPress 6 (2003) — Primera versión para macOS
- QuarkXPress 6.1 (2004) — Importación de documentos Excel
- QuarkXPress 6.5 (2004) — Compatibilidad con Document Object Model y edición de imágenes
- QuarkXPress 7 (2006) — Soporte de OpenType, Unicode, PDF/X, Transparencias.
- QuarkXPress 7.01 (2006) — Primera versión para Intel Macs (Universal binary), más PPML.
- QuarkXPress 7.02 (2006) — Additional language support in Passport.
- QuarkXPress 7.1 (2007) — Mejora del rendimiento.
- QuarkXPress 7.3 (2007) — Soporte PDF y mejora del rendimiento y estabilidad.
- QuarkXPress 7.31 (2007) — Certificado para Windows Vista y compatibilidad con macOS v10.5 «Leopard».
- QuarkXPress 8 (2008)
- QuarkXPress 9 (2011)
- QuarkXpress 10 (2013)
- QuarkXpress 10.1 (2014)
- QuarkXpress 2015
- QuarkXpress 2016
- QuarkXpress 2017
- QuarkXpress 2018: Lanzado el día 16 de mayo de 2018.[4] Presenta mejoras en el sistema OpenType, en HTML5 y permite exportar como aplicación Android, entre otras.[5]
- QuarkXpress 2019
- QuarkXpress 2020